# Trotogonia
Trotogonia is een geslacht van vlinders van de familie spanners (Geometridae), uit de onderfamilie Ennominae.

## Soorten
- T. agelaea Prout, 1934
- T. castraria Jones, 1921
- T. niphe Thierry-Mieg, 1907
- T. pallidata Warren, 1905
- T. subornata Warren, 1905